# Spindelschmerlen
Die Spindelschmerlen (Psilorhynchus, Gr.: psilos = kahl, rhyngchos = Kiefer) sind eine Gattung der Karpfenartigen (Cypriniformes). Sie leben in Bergbächen in Indien, Nepal und Birma. Trotz ihres deutschen Namens sind sie näher mit den Karpfenfischen (Cyprinidae) als mit den Schmerlenartigen (Cobitoidea) verwandt.

## Merkmale
Spindelschmerlen sind kleine Fische und werden vier bis zehn Zentimeter lang. Der Körper hat eine flache Bauchseite, während der Rücken stärker gewölbt ist. Ihr Maul ist klein und unterständig, die fleischigen Lippen haben scharfe, hornige Ränder. Auf dem paarigen Schlundknochen (Pharyngealia) befindet sich je eine Reihe von vier Zähnen. Die Fische haben keine Barteln. Ihre Nasenöffnungen sind schmal. Die Rückenflosse hat zehn bis zwölf Flossenstrahlen, von denen sieben oder acht geteilt sind. Die Afterflosse wird von fünf geteilten Flossenstrahlen gestützt, die Bauchflossen von vier oder mehr ungeteilten. Die Schwimmblase ist klein. Spindelschmerlen haben 32 bis 50 Schuppen entlang des vollständig ausgebildeten Seitenlinienorgans.

## Arten
Es gibt über 20 Arten:
- Psilorhynchus amplicephalus Arunachalam, Muralidharan & Sivakumar, 2007
- Psilorhynchus arunachalensis (Nebeshwar, Bagra & Das, 2007)
- Psilorhynchus balitora (Hamilton, 1822)
- Psilorhynchus brachyrhynchus Conway & Britz, 2010
- Psilorhynchus breviminor (Conway & Mayden, 2008)
- Psilorhynchus chakpiensis Shangningam & Vishwanath, 2013
- Psilorhynchus gokkyi Conway & Britz, 2010
- Psilorhynchus gracilis (Rainboth, 1983)
- Psilorhynchus hamiltoni Conway et al., 2013
- Psilorhynchus homaloptera (Hora & Mukerji, 1935)
- Psilorhynchus khopai Lalramliana, Solo, Lalronunga & Lalnuntluanga, 2014
- Psilorhynchus konemi Shangningam & Vishwanath, 2016
- Psilorhynchus kuwana Arunachalam et al., 2018
- Psilorhynchus maculatus Shangningam & Vishwanath, 2013
- Psilorhynchus melissa Conway & Kottelat, 2010
- Psilorhynchus microphthalmus (Vishwanath & Manojkumar, 1995)
- Psilorhynchus ngathanu Shangningam & Vishwanath, 2013
- Psilorhynchus nepalensis (Conway & Mayden, 2008)
- Psilorhynchus olliei Conway & Britz, 2015
- Psilorhynchus pavimentatus Conway & Kottelat, 2010
- Psilorhynchus piperatus Conway & Britz, 2010
- Psilorhynchus platydorsalis Arunachalam et al., 2018
- Psilorhynchus pseudecheneis (Menon & Datta, 1964)
- Psilorhynchus rahmani (Conway & Mayden, 2008)
- Psilorhynchus robustus (Conway & Kottelat, 2007)
- Psilorhynchus sucatio (Hamilton, 1822)
- Psilorhynchus tenura (Arunachalam & Muralidharan, 2008)
- Psilorhynchus tysoni Conway & Pinion, 2016